# Sibay
Sibay (tiếng Nga: Сибай; tiếng Bashkir: Сибай) là một thành phố Nga. Thành phố này thuộc chủ thể Cộng hòa Bashkortostan. Dân số: 62.763 (Điều tra dân số 2010); 59.082 (Điều tra dân số 2002); 47.257 (Điều tra dân số năm 1989).

## Lịch sử
Sibay được cấp quy chế khu định cư kiểu đô thị vào năm 1938. Vào ngày 21 tháng 11 năm 1955, Sibay được cấp quy chế thị trấn.